# The Connells
The Connells är ett amerikanskt rockband från Raleigh i North Carolina. Bandet bildades 1984 av bröderna Mike och David Connell, tillsammans med Doug MacMillan och John Schultz. De var influerade av band som The Smiths, The Byrds, The Beatles och R.E.M..
The Connells är mest kända i USA med hits som "Slackjawed", "Stone Cold Yesterday" och "Get a Gun", men gjorde 1993 även succé i Europa med hiten "'74–'75" från albumet Ring, som slog sig in på top 20-listor över hela kontinenten. Detta ledde till att bandet turnerade i Europa.

## Medlemmar
Nuvarande medlemmar
- Michael "Mike" Connell – gitarr, sång (1984– )
- David Connell – basgitarr (1984– )
- Doug MacMillan – gitarr, sång (1984– )
- Steve Potak – keyboard (1991– )
- Mike Ayers – gitarr (2001– )
- Rob Ladd – trummor (2012– )

Tidigare medlemmar
- John Schultz – trummor (1984–1985)
- George Huntley – gitarr, sång, keyboard (1985–2001, 2014)
- Peele Wimberley – trummor (1985–1998)
- Steve Ritter – trummor (1998–2012)
- Chris Stevenson – trummor (2012)
- Joel Rhodes – trumpet, flygelhorn (2010–2017)

## Diskografi
Studioalbum
- 1986 – Darker Days
- 1987 – Boylan Heights
- 1989 – Fun & Games
- 1990 – One Simple Word
- 1993 – Ring
- 1996 – Weird Food & Devastation
- 1998 - Still Life
- 2000 – Old School Dropouts

EP
- 1985 – Hats Off
- 1994 – New Boy

Singlar
- 1988 – "Over There" / "I Suppose"
- 1989 – "Something to Say"
- 1990 – "Stone Cold Yesterday"
- 1991 – "Get a Gun"
- 1994 – "New Boy"
- 1994 – "'74–'75"
- 1995 – "Slackjawed"
- 1996 – "Maybe"
- 1996 – "Soul Reactor"